# Juliol
El juliol és el setè mes de l'any en el calendari gregorià i té 31 dies. En l'antic calendari romà es deia quintilis perquè ocupava la cinquena posició, però se li va canviar el nom pel de iulius en honor de Juli Cèsar (Iulius Caesar, en llatí), després del seu assassinat, perquè havia reformat el calendari i es creia que havia nascut en aquell mes.
Sol ser el mes més calorós a l'hemisferi nord i el més fred a l'hemisferi sud, ja que conté la meitat de l'estiu i l'hivern respectivament.

## Esdevediments
Països Catalans:
16 de Juliol: Festes de Sant Roc de la Plaça Nova de Barcelona